# Girma Wolde-Giorgis
Girma Wolde-Giorgis (Adis Abeba, 28 de dezembro de 1924 – 15 de dezembro de 2018) foi um militar, político e empresário etíope, presidente da Etiópia de 8 de outubro de 2001 a 7 de outubro de 2013.
Foi militar e político durante o regime do negus Haile Selassie, sendo presidente do Parlamento. Depois da deposição do imperador em 1974 trabalhou na representação do governo provisório de Mengistu Haile Mariam na Eritreia. Quando este foi derrocado, se converteu em um homem de negócios até sua eleição como presidente.
1. ↑  «SIC Notícias | Ex-Presidente da Etiópia Girma Wolde-Giorgis morre aos 94 anos». SIC Notícias. Consultado em 15 de dezembro de 2018